# Marhouma
Marhouma é uma vila na comuna de Tamtert, no distrito de El Ouata, na província de Béchar, Argélia. A vila situa-se no Oued Saoura, a 19 quilômetros (12 milhas) a noroeste de Tamtert e 18 quilômetros (11 milhas) ao sudeste de Béni Abbès. Notável por ser o lar de gravuras rupestres.